# Bachelor Apartment
Pour plus de détails, voir Fiche technique et Distribution.
Bachelor Apartment est un film américain réalisé par Lowell Sherman et sorti en 1931.
Le réalisateur Lowell Sherman y joue aussi le rôle principal.

## Synopsis
Un play-boy newyorkais ne se préoccupe pas beaucoup du statut marital de ses nombreuses conquêtes féminines, jusqu'au jour où il tombe amoureux d'une honnête jeune fille venant d'une petite ville.

## Fiche technique
- Réalisation : Lowell Sherman
- Scénario : John Howard Lawson
- Adaptation et dialogues : J. Walter Ruben
- Production : RKO Radio Pictures
- Photographie : Leo Tover
- Musique : Max Steiner
- Montage : Marie Halvey
- Durée : 76 minutes
- Date de sortie: 
  - États-Unis : 15 avril 1931

## Distribution
- Lowell Sherman : Wayne Carter
- Irene Dunne : Helene Andrews
- Mae Murray : Mrs. Agatha Carraway
- Norman Kerry : Lee Graham
- Claudia Dell : Lita Andrews
- Ivan Lebedeff : Pedro De Maneau
- Noel Francis : Janet
- Purnell Pratt : Herb Carraway
- Charles Coleman : Rollins
- Kitty Kelly : Miss Clark